# Brezovica (Gradina)
Pour les articles homonymes, voir Brezovica.
Brezovica est un village de la municipalité de Gradina (Comitat de Virovitica-Podravina) en Croatie. Au recensement de 2011, le village comptait 595 habitants.